# Madone Piot
La Madone Piot (ou Vierge adorant l'Enfant) est une œuvre attribuée à Donatello et conservée au Musée du Louvre à Paris. Elle est en terre cuite polychrome avec des incrustations de verre et de cire, et est généralement datée d'environ 1440.

## Histoire
L'œuvre est entrée au Louvre en 1890 avec le don d'Eugène Piot, ce qui lui a donné son appellation. Depuis, elle a été tour à tour attribuée à Donatello et à son entourage, avec différentes controverses également concernant sa datation. C'est une œuvre créée pour la dévotion privée, mais ses circonstances de création restent encore inconnues. Les années 1440 sont la période des œuvres savantes et gracieuses de Donatello (comme le célèbre David), pour laquelle est généralement attachée cette Madone. D'autres la datent plutôt de la vieillesse de l'artiste, vers 1460.

## Description
L'œuvre est un exemple remarquable de stiacciato, avec une expression intense des visages. La vierge est représentée avec les mains jointes en prière à l'Enfant qui est assis en face d'elle. La luminosité des tentures de soie produit un grand effet, en particulier autour de la tête, donnant le sentiment d'une infinie transparence. Le fond est original, composé de quarante médaillons sur fond rouge, avec des chérubins blanc ou des amphores (le symbole de la maternité de la Vierge): aujourd'hui, beaucoup ont été réintégrés pendant les phases de restauration.
Les traces de dorures ont laissé penser que l'ensemble de l'œuvre pourrait avoir été un temps dorée, créant un éblouissant effet de couleur.